# 瀧川治水
 瀧川 治水（たきがわ ちすい）は、日本の映画監督、テレビプロデューサー。

## 来歴
兵庫県神戸市垂水区生まれ。東京育ち。大学在学中に8mm映画サークルにて自主映画を製作、監督する。1981年、カノックスにアルバイトで入り、以降多数のドラマを監督・演出。2003年公開の「福耳」が劇場用映画の初監督作品である。

## 主な作品

### 映画
- 福耳（2003年、監督）
- 毎日かあさん（2011年、プロデューサー）

### テレビ
- 世にも奇妙な物語『ロッカー』（1990年、フジテレビ、監督）
- 怪談 KWAIDAN（1992年、フジテレビ、監督）
- 怪談 KWAIDAN II（1993年、フジテレビ、監督）
- 怪談 KWAIDAN III 牡丹燈籠（1994年、フジテレビ、監督）
- 金曜エンタテイメント『リング〜事故か!変死か!4つの命を奪う少女の怨念』（1995年、フジテレビ、監督）
- 刑事吉永誠一 涙の事件簿（2004年〜、テレビ東京、プロデューサー）
- 逃亡者 おりん（2006年、テレビ東京、プロデューサー）
- 神楽坂署生活安全課（2006年〜、テレビ東京、プロデューサー）
- シロクマ園長 命の事件簿（2007年〜、テレビ東京、プロデューサー）
- 美味（デリシャス）學院（2007年、テレビ東京、プロデューサー）
- 女子アナ一直線!（2007年、テレビ東京、プロデューサー）
- 蛇蠍（だかつ）のごとく（2012年、テレビ東京、プロデューサー）
- ぱじ〜ジイジと孫娘の愛情物語（2013年、テレビ東京、プロデューサー）
- 松本清張ミステリー時代劇 第1話「流人騒ぎ」（2015年、BSジャパン、プロデューサー）
- なないろ日和!（2015年、テレビ東京、水曜日担当プロデューサー）
- 乗れない鉄道に乗ってみた!（BSテレビ東京、プロデューサー）

### その他
- モロッコの鷹 （1992年、オリジナルビデオ、監督）